# Mistrzostwa Świata w Kolarstwie Szosowym 2022 – mieszana jazda drużynowa na czas
Mistrzostwa Świata w Kolarstwie Szosowym 2022 – mieszana jazda drużynowa na czas – konkurencja mieszanej jazdy drużynowej na czas w ramach Mistrzostw Świata w Kolarstwie Szosowym 2022, która rozegrana została 21 września 2022 na liczącej 28,2 kilometra trasie wokół miejscowości Wollongong.

## Uczestnicy

### Kwalifikacje
Dla konkurencji mieszanej jazdy drużynowej na czas, w odróżnieniu od wyścigów ze startu wspólnego, nie przyjęto żadnego systemu kwalifikacji opartego na rankingach, a UCI dokonała zaproszeń na podstawie zgłoszeń zainteresowanych reprezentacji złożonych przed 1 czerwca 2022.

### Zespoły
Do rywalizacji w mieszanej jeździe drużynowej na czas przystąpiło 15 reprezentacji narodowych oraz reprezentująca Międzynarodową Unię Kolarską drużyna złożona z młodych kolarzy różnych narodowości, występująca pod nazwą World Cycling Centre.
| Reprezentacje (15)- Niemcy - Holandia - Włochy - Szwajcaria - Dania - Belgia - Francja - Polska - Hiszpania - Austria - Australia - Ukraina - Samoa - Nowa Kaledonia - Polinezja Francuska Amatorski zespół kolarski- World Cycling Centre |
| |

### Lista startowa
| Niemcy GER | Niemcy GER       | Niemcy GER |
| ---------- | ---------------- | ---------- |
| Nr         | Kolarz           | Miejsce    |
| 1          | Miguel Heidemann | 4.         |
| 2          | Jannik Steimle   | 4.         |
| 3          | Nikias Arndt     | 4.         |
| 4          | Liane Lippert    | 4.         |
| 5          | Mieke Kröger     | 4.         |
| 6          | Romy Kasper      | 4.         |

| Holandia NED | Holandia NED         | Holandia NED |
| ------------ | -------------------- | ------------ |
| Nr           | Kolarz               | Miejsce      |
| 11           | Bauke Mollema        | 5.           |
| 12           | Mathieu van der Poel | 5.           |
| 13           | Daan Hoole           | 5.           |
| 14           | Riejanne Markus      | 5.           |
| 15           | Annemiek van Vleuten | 5.           |
| 16           | Ellen van Dijk       | 5.           |

| Włochy ITA | Włochy ITA           | Włochy ITA |
| ---------- | -------------------- | ---------- |
| Nr         | Kolarz               | Miejsce    |
| 21         | Edoardo Affini       | 2.         |
| 22         | Matteo Sobrero       | 2.         |
| 23         | Filippo Ganna        | 2.         |
| 24         | Elisa Longo Borghini | 2.         |
| 25         | Elena Cecchini       | 2.         |
| 26         | Vittoria Guazzini    | 2.         |

| Szwajcaria SUI | Szwajcaria SUI   | Szwajcaria SUI |
| -------------- | ---------------- | -------------- |
| Nr             | Kolarz           | Miejsce        |
| 31             | Mauro Schmid     | 1.             |
| 32             | Stefan Küng      | 1.             |
| 33             | Stefan Bissegger | 1.             |
| 34             | Elise Chabbey    | 1.             |
| 35             | Marlen Reusser   | 1.             |
| 36             | Nicole Koller    | 1.             |

| Dania DEN | Dania DEN             | Dania DEN |
| --------- | --------------------- | --------- |
| Nr        | Kolarz                | Miejsce   |
| 41        | Magnus Cort Nielsen   | 6.        |
| 42        | Mikkel Frølich Honoré | 6.        |
| 43        | Mikkel Bjerg          | 6.        |
| 44        | Julie Leth            | 6.        |
| 45        | Rebecca Koerner       | 6.        |
| 46        | Emma Norsgaard        | 6.        |

| Belgia BEL | Belgia BEL           | Belgia BEL |
| ---------- | -------------------- | ---------- |
| Nr         | Kolarz               | Miejsce    |
| 51         | Nathan Van Hooydonck | 8.         |
| 52         | Quinten Hermans      | 8.         |
| 53         | Pieter Serry         | 8.         |
| 54         | Julie de Wilde       | 8.         |
| 55         | Jesse Vandenbulcke   | 8.         |
| 56         | Valerie Demey        | 8.         |

| Francja FRA | Francja FRA      | Francja FRA |
| ----------- | ---------------- | ----------- |
| Nr          | Kolarz           | Miejsce     |
| 71          | Eddy Le Huitouze | 7.          |
| 72          | Bruno Armirail   | 7.          |
| 73          | Rémi Cavagna     | 7.          |
| 74          | Aude Biannic     | 7.          |
| 75          | Coralie Demay    | 7.          |
| 76          | Juliette Labous  | 7.          |

| Polska POL | Polska POL               | Polska POL |
| ---------- | ------------------------ | ---------- |
| Nr         | Kolarz                   | Miejsce    |
| 81         | Mateusz Gajdulewicz      | 9.         |
| 82         | Maciej Bodnar            | 9.         |
| 83         | Kacper Gieryk            | 9.         |
| 84         | Dominika Włodarczyk      | 9.         |
| 85         | Agnieszka Skalniak-Sójka | 9.         |
| 86         | Marta Jaskulska          | 9.         |

| Hiszpania ESP | Hiszpania ESP      | Hiszpania ESP |
| ------------- | ------------------ | ------------- |
| Nr            | Kolarz             | Miejsce       |
| 91            | Oier Lazkano       | 10.           |
| 92            | Raúl García Pierna | 10.           |
| 93            | Iván Romeo         | 10.           |
| 94            | Lourdes Oyarbide   | 10.           |
| 95            | Sandra Alonso      | 10.           |
| 96            | Idoia Eraso        | 10.           |

| Austria AUT | Austria AUT             | Austria AUT |
| ----------- | ----------------------- | ----------- |
| Nr          | Kolarz                  | Miejsce     |
| 101         | Tobias Bayer            | 11.         |
| 102         | Sebastian Schönberger   | 11.         |
| 103         | Felix Gall              | 11.         |
| 104         | Christina Schweinberger | 11.         |
| 105         | Anna Kiesenhofer        | 11.         |
| 106         | Carina Schrempf         | 11.         |

| Australia AUS | Australia AUS    | Australia AUS |
| ------------- | ---------------- | ------------- |
| Nr            | Kolarz           | Miejsce       |
| 111           | Michael Matthews | 3.            |
| 112           | Lucas Plapp      | 3.            |
| 113           | Luke Durbridge   | 3.            |
| 114           | Georgia Baker    | 3.            |
| 115           | Alexandra Manly  | 3.            |
| 116           | Sarah Roy        | 3.            |

| Ukraina UKR | Ukraina UKR        | Ukraina UKR |
| ----------- | ------------------ | ----------- |
| Nr          | Kolarz             | Miejsce     |
| 131         | Witalij Buc        | 12.         |
| 132         | Mychajło Kononenko | 12.         |
| 133         | Witalij Nowakowski | 12.         |
| 134         | Daryna Nahuliak    | 12.         |
| 135         | Marina Warenyk     | 12.         |
| 136         | Iryna Semenowa     | 12.         |

| World Cycling Centre WCC | World Cycling Centre WCC | World Cycling Centre WCC |
| ------------------------ | ------------------------ | ------------------------ |
| Nr                       | Kolarz                   | Miejsce                  |
| 141                      | Hamza Amari (ALG)        | 13.                      |
| 142                      | Negasi Abreha (ETH)      | 13.                      |
| 143                      | Kiya Rogora (ETH)        | 13.                      |
| 144                      | Selam Amha (ETH)         | 13.                      |
| 145                      | Maude Le Roux (RSA)      | 13.                      |
| 146                      | Nesrine Houili (ALG)     | 13.                      |

| Samoa SAM | Samoa SAM          | Samoa SAM |
| --------- | ------------------ | --------- |
| Nr        | Kolarz             | Miejsce   |
| 151       | Raea Khan          | 16.       |
| 152       | Wally Collins      | 16.       |
| 153       | Gideon Mulitalo    | 16.       |
| 154       | Pearl Harris-Blain | 16.       |
| 155       | Jordan Afoa        | 16.       |
| 156       | Urlin Mulitalo     | 16.       |

| Nowa Kaledonia NCL | Nowa Kaledonia NCL | Nowa Kaledonia NCL |
| ------------------ | ------------------ | ------------------ |
| Nr                 | Kolarz             | Miejsce            |
| 161                | Rayann Lacheny     | 15.                |
| 162                | Florian Barket     | 15.                |
| 163                | David Schavits     | 15.                |
| 164                | Manon Brasseur     | 15.                |
| 165                | Sandra Gayral      | 15.                |
| 166                | Patricia Thémereau | 15.                |

| Polinezja Francuska PYF | Polinezja Francuska PYF | Polinezja Francuska PYF |
| ----------------------- | ----------------------- | ----------------------- |
| Nr                      | Kolarz                  | Miejsce                 |
| 171                     | Taruia Krainer          | 14.                     |
| 172                     | Kahiri Endeler          | 14.                     |
| 173                     | Teva Poulain            | 14.                     |
| 174                     | Élodie Touffet          | 14.                     |
| 175                     | Kylie Crawford          | 14.                     |
| 176                     | Tekau Hapairai          | 14.                     |

| Niemcy GER | Niemcy GER       | Niemcy GER |
| ---------- | ---------------- | ---------- |
| Nr         | Kolarz           | Miejsce    |
| 1          | Miguel Heidemann | 4.         |
| 2          | Jannik Steimle   | 4.         |
| 3          | Nikias Arndt     | 4.         |
| 4          | Liane Lippert    | 4.         |
| 5          | Mieke Kröger     | 4.         |
| 6          | Romy Kasper      | 4.         |

| Holandia NED | Holandia NED         | Holandia NED |
| ------------ | -------------------- | ------------ |
| Nr           | Kolarz               | Miejsce      |
| 11           | Bauke Mollema        | 5.           |
| 12           | Mathieu van der Poel | 5.           |
| 13           | Daan Hoole           | 5.           |
| 14           | Riejanne Markus      | 5.           |
| 15           | Annemiek van Vleuten | 5.           |
| 16           | Ellen van Dijk       | 5.           |

| Włochy ITA | Włochy ITA           | Włochy ITA |
| ---------- | -------------------- | ---------- |
| Nr         | Kolarz               | Miejsce    |
| 21         | Edoardo Affini       | 2.         |
| 22         | Matteo Sobrero       | 2.         |
| 23         | Filippo Ganna        | 2.         |
| 24         | Elisa Longo Borghini | 2.         |
| 25         | Elena Cecchini       | 2.         |
| 26         | Vittoria Guazzini    | 2.         |

| Szwajcaria SUI | Szwajcaria SUI   | Szwajcaria SUI |
| -------------- | ---------------- | -------------- |
| Nr             | Kolarz           | Miejsce        |
| 31             | Mauro Schmid     | 1.             |
| 32             | Stefan Küng      | 1.             |
| 33             | Stefan Bissegger | 1.             |
| 34             | Elise Chabbey    | 1.             |
| 35             | Marlen Reusser   | 1.             |
| 36             | Nicole Koller    | 1.             |

| Dania DEN | Dania DEN             | Dania DEN |
| --------- | --------------------- | --------- |
| Nr        | Kolarz                | Miejsce   |
| 41        | Magnus Cort Nielsen   | 6.        |
| 42        | Mikkel Frølich Honoré | 6.        |
| 43        | Mikkel Bjerg          | 6.        |
| 44        | Julie Leth            | 6.        |
| 45        | Rebecca Koerner       | 6.        |
| 46        | Emma Norsgaard        | 6.        |

| Belgia BEL | Belgia BEL           | Belgia BEL |
| ---------- | -------------------- | ---------- |
| Nr         | Kolarz               | Miejsce    |
| 51         | Nathan Van Hooydonck | 8.         |
| 52         | Quinten Hermans      | 8.         |
| 53         | Pieter Serry         | 8.         |
| 54         | Julie de Wilde       | 8.         |
| 55         | Jesse Vandenbulcke   | 8.         |
| 56         | Valerie Demey        | 8.         |

| Francja FRA | Francja FRA      | Francja FRA |
| ----------- | ---------------- | ----------- |
| Nr          | Kolarz           | Miejsce     |
| 71          | Eddy Le Huitouze | 7.          |
| 72          | Bruno Armirail   | 7.          |
| 73          | Rémi Cavagna     | 7.          |
| 74          | Aude Biannic     | 7.          |
| 75          | Coralie Demay    | 7.          |
| 76          | Juliette Labous  | 7.          |

| Polska POL | Polska POL               | Polska POL |
| ---------- | ------------------------ | ---------- |
| Nr         | Kolarz                   | Miejsce    |
| 81         | Mateusz Gajdulewicz      | 9.         |
| 82         | Maciej Bodnar            | 9.         |
| 83         | Kacper Gieryk            | 9.         |
| 84         | Dominika Włodarczyk      | 9.         |
| 85         | Agnieszka Skalniak-Sójka | 9.         |
| 86         | Marta Jaskulska          | 9.         |

| Hiszpania ESP | Hiszpania ESP      | Hiszpania ESP |
| ------------- | ------------------ | ------------- |
| Nr            | Kolarz             | Miejsce       |
| 91            | Oier Lazkano       | 10.           |
| 92            | Raúl García Pierna | 10.           |
| 93            | Iván Romeo         | 10.           |
| 94            | Lourdes Oyarbide   | 10.           |
| 95            | Sandra Alonso      | 10.           |
| 96            | Idoia Eraso        | 10.           |

| Austria AUT | Austria AUT             | Austria AUT |
| ----------- | ----------------------- | ----------- |
| Nr          | Kolarz                  | Miejsce     |
| 101         | Tobias Bayer            | 11.         |
| 102         | Sebastian Schönberger   | 11.         |
| 103         | Felix Gall              | 11.         |
| 104         | Christina Schweinberger | 11.         |
| 105         | Anna Kiesenhofer        | 11.         |
| 106         | Carina Schrempf         | 11.         |

| Australia AUS | Australia AUS    | Australia AUS |
| ------------- | ---------------- | ------------- |
| Nr            | Kolarz           | Miejsce       |
| 111           | Michael Matthews | 3.            |
| 112           | Lucas Plapp      | 3.            |
| 113           | Luke Durbridge   | 3.            |
| 114           | Georgia Baker    | 3.            |
| 115           | Alexandra Manly  | 3.            |
| 116           | Sarah Roy        | 3.            |

| Ukraina UKR | Ukraina UKR        | Ukraina UKR |
| ----------- | ------------------ | ----------- |
| Nr          | Kolarz             | Miejsce     |
| 131         | Witalij Buc        | 12.         |
| 132         | Mychajło Kononenko | 12.         |
| 133         | Witalij Nowakowski | 12.         |
| 134         | Daryna Nahuliak    | 12.         |
| 135         | Marina Warenyk     | 12.         |
| 136         | Iryna Semenowa     | 12.         |

| World Cycling Centre WCC | World Cycling Centre WCC | World Cycling Centre WCC |
| ------------------------ | ------------------------ | ------------------------ |
| Nr                       | Kolarz                   | Miejsce                  |
| 141                      | Hamza Amari (ALG)        | 13.                      |
| 142                      | Negasi Abreha (ETH)      | 13.                      |
| 143                      | Kiya Rogora (ETH)        | 13.                      |
| 144                      | Selam Amha (ETH)         | 13.                      |
| 145                      | Maude Le Roux (RSA)      | 13.                      |
| 146                      | Nesrine Houili (ALG)     | 13.                      |

| Samoa SAM | Samoa SAM          | Samoa SAM |
| --------- | ------------------ | --------- |
| Nr        | Kolarz             | Miejsce   |
| 151       | Raea Khan          | 16.       |
| 152       | Wally Collins      | 16.       |
| 153       | Gideon Mulitalo    | 16.       |
| 154       | Pearl Harris-Blain | 16.       |
| 155       | Jordan Afoa        | 16.       |
| 156       | Urlin Mulitalo     | 16.       |

| Nowa Kaledonia NCL | Nowa Kaledonia NCL | Nowa Kaledonia NCL |
| ------------------ | ------------------ | ------------------ |
| Nr                 | Kolarz             | Miejsce            |
| 161                | Rayann Lacheny     | 15.                |
| 162                | Florian Barket     | 15.                |
| 163                | David Schavits     | 15.                |
| 164                | Manon Brasseur     | 15.                |
| 165                | Sandra Gayral      | 15.                |
| 166                | Patricia Thémereau | 15.                |

| Polinezja Francuska PYF | Polinezja Francuska PYF | Polinezja Francuska PYF |
| ----------------------- | ----------------------- | ----------------------- |
| Nr                      | Kolarz                  | Miejsce                 |
| 171                     | Taruia Krainer          | 14.                     |
| 172                     | Kahiri Endeler          | 14.                     |
| 173                     | Teva Poulain            | 14.                     |
| 174                     | Élodie Touffet          | 14.                     |
| 175                     | Kylie Crawford          | 14.                     |
| 176                     | Tekau Hapairai          | 14.                     |

## Klasyfikacja generalna
| \| Klasyfikacja etapu \| Klasyfikacja etapu \| Klasyfikacja etapu \| Klasyfikacja etapu \| Klasyfikacja etapu \| Klasyfikacja etapu \| \| Drużyna \| Drużyna \| Państwo \| Czas \| Strata \| Prędkość \| \| ------------------ \| -------------------- \| ------------------- \| ------------------ \| ------------------ \| ------------------ \| \| 1. \| Szwajcaria \| Szwajcaria \| 33' 47" \| \| \| \| 2. \| Włochy \| Włochy \| \| + 3" \| \| \| 3. \| Australia \| Australia \| \| + 38" \| \| \| 4. \| Niemcy \| Niemcy \| \| + 46" \| \| \| 5. \| Holandia \| Holandia \| \| + 52" \| \| \| 6. \| Dania \| Dania \| \| + 58" \| \| \| 7. \| Francja \| Francja \| \| + 58" \| \| \| 8. \| Belgia \| Belgia \| \| + 1' 49" \| \| \| 9. \| Polska \| Polska \| \| + 1' 51" \| \| \| 10. \| Hiszpania \| Hiszpania \| \| + 2' 44" \| \| \| 11. \| Austria \| Austria \| \| + 3' 30" \| \| \| 12. \| Ukraina \| Ukraina \| \| + 4' 51" \| \| \| 13. \| World Cycling Centre \| Szwajcaria \| \| + 4' 59" \| \| \| 14. \| Polinezja Francuska \| Polinezja Francuska \| \| + 7' 03" \| \| \| 15. \| Nowa Kaledonia \| Nowa Kaledonia \| \| + 8' 21" \| \| \| 16. \| Samoa \| Samoa \| \| + 17' 58" \| \| |                      |                     |         |           |          |
| |                      |                     |         |           |          |
| Źródło: ProCyclingStats |                      |                     |         |           |          |
| Klasyfikacja etapu |                      |                     |         |           |          |
| Drużyna | Drużyna              | Państwo             | Czas    | Strata    | Prędkość |
| 1. | Szwajcaria           | Szwajcaria          | 33' 47" |           |          |
| 2. | Włochy               | Włochy              |         | + 3"      |          |
| 3. | Australia            | Australia           |         | + 38"     |          |
| 4. | Niemcy               | Niemcy              |         | + 46"     |          |
| 5. | Holandia             | Holandia            |         | + 52"     |          |
| 6. | Dania                | Dania               |         | + 58"     |          |
| 7. | Francja              | Francja             |         | + 58"     |          |
| 8. | Belgia               | Belgia              |         | + 1' 49"  |          |
| 9. | Polska               | Polska              |         | + 1' 51"  |          |
| 10. | Hiszpania            | Hiszpania           |         | + 2' 44"  |          |
| 11. | Austria              | Austria             |         | + 3' 30"  |          |
| 12. | Ukraina              | Ukraina             |         | + 4' 51"  |          |
| 13. | World Cycling Centre | Szwajcaria          |         | + 4' 59"  |          |
| 14. | Polinezja Francuska  | Polinezja Francuska |         | + 7' 03"  |          |
| 15. | Nowa Kaledonia       | Nowa Kaledonia      |         | + 8' 21"  |          |
| 16. | Samoa                | Samoa               |         | + 17' 58" |          |